# Осада Бурной
Осада Бурной или Таркинское сражение — битва, происходившая с 25 по 29 мая 1831 года, между войсками Северо-Кавказского имамата и Тарковского шамхальства под командованием имама Гази-Мухаммада и кумыкского князя Ирази-бека Казанищевского против русских войск генерал-майора С. В. Каханова в рамках Шамхальского восстания 1831 года.

## Предыстория
В Тарковском шамхальстве и других кумыкских княжествах в начальные годы Кавказской войны произошло несколько антироссийских восстаний. Причинами недовольства были поддержка русскими властями непопулярного среди кумыков Шамхальства Мехти II, который использовал военную силу Российской империи для подавления недовольных. В 1818—1819 годах в Дагестане бушевало крупное восстание ханств и вольных обществ, в котором участвовали отряды претендента на титул шамхала Умалат-бека Буйнакского, в 1823 году им было поднято очередное шамхальское восстание. После этих восстаний были ликвидированы кумыкские феодальные владения Бамматулинское и Мехтулинское ханство.
В Дагестане начало распространяться идеология мюридизма. Первый имам Северо-Кавказского имамата Гази-Мухаммад создал общество шихов (праведников и проповедников), которые занялись пропагандой идей мюридизма среди шамхальского населения. Шамхальцы стали первым ядром вооруженной силы первого имама. После поражения в Хунзахской битве, Гази-Мухаммад обратил свое внимание на Шамхальство. Он закрепился в ауле Агач (Чумкескент), пополняя отряды шамхальцами. С прибытием сына последнего Бамматулинского владения Ирази-бека Казанищенского на сторону Гази-Мухаммада перешли крупные кумыкские аулы. Войска имама нанесли поражение русским войскам в сражении при Атлы-Боюне, что принесло большую славу имаму на Кавказе. Повстанцы устремились на крепость Бурную.

## Ход военных действий

### Занятие Тарки и осада Бурной

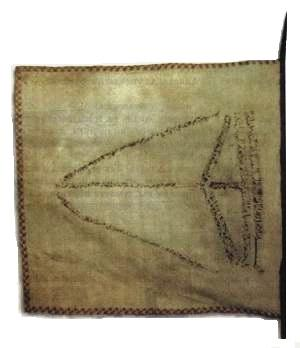
Знамя, захваченное Куринским полком в бою под сел. Тарки 29 мая 1831 года

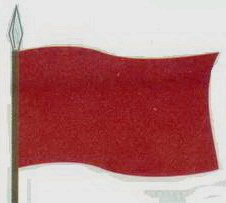
Знамя, захваченное в бою под сел. Тарки 29 мая 1831 года. Зарисовано художником Х. Мусаясулом (1912)

Крепость Бурная располагалась около столицы шамхальства Тарки. Жители Тарки, будто бы повинуясь приказам русского командования, вступила в слабую перестрелку с войском повстанцев. Опасаясь измены, командование крепости не пустило тарковцев внутрь Бурной.
В скором времени войско Кази-Муллы 26 мая заняло Тарки. После малоактивной перестрелки обоз тарковцев, расположенный на горе, разделился на две части: одна из них направилась к крепости. Толпа, сопровождающая обоз, была допущена к стенам крепости из-за того, что русское командование думало, что она состоит из одних лишь спасающихся тарковцев. Однако толпа легко преодолела стены крепости, захватив бойницы, открыла по гарнизону огонь. Как пишет Н. Волконский, «среди атакующих оказались даже женщины, стрелявшие по гарнизону из пистолетов». Гарнизон был спасен лишь благодаря неожиданному взрыву погреба, который привел нападающих в замешательство. Во время взрыва погибло до 1000 человек. Мюриды были выбиты из крепости.
27-го и 28-го мая повстанцы пытались вновь атаковать крепость, но безуспешно.

### Штурм Тарки генерал-майором Кахановым
Генерал-майор Каханов, удалившийся от Тарки для преследования Гази-Мухаммада до начала боевых действий, не знал об осаде крепости. После получения сведений от лазутчиков он устремился к крепости, отбивая атаки мюридов, пытавшихся остановить его.
Повстанцы укрепились в Тарках. Генерал-майор Каханов открыл артиллерийский огонь по домам, занятым неприятелем, который, спустившись от крепости в ближайшие сады, а затем оттеснил повстанцев, подобравшись к городу вплотную, устроив вагенбург под прикрытием двух рот пехоты и одного орудий. Начался, по выражению Н. А. Волконского, «знаменитый штурм грозной позиции». Начался двенадцатичасовой бой за Тарки. Как пишет П. И. Ковалевский, Каханову приходилось брать приступом каждый уступ, каждую саклю, каждый шаг.
Ожесточенное сражение закончилось поражением повстанцев. В сражении погибли лучшие сторонники Кази-Муллы — Ирази-бек Казанищенский и Али-Султан Унцукульский. Несмотря на большие потери среди повстанцев (до 1500 человек), в плен удалось лишь 11 человек, так как «фанатизированные толпы имама предпочитали геройскую смерть постыдной неволе».

## Последствия
Город Тарки был полностью разрушен. Александр Бестужев-Марлинский называет развалины Тарков могилой, а «дома курились, и во многих лежали обгорелые трупы горцев, которые погибли от пламени. Улицы были непроездимы от убитых, в саклях и завалах они лежали грядами».
Повстанцы потеряли от 1500 убитых: наиболее пострадали в сражении шамхальцы. Гази-Мухаммад ушел на север по призыву кумыков, чеченцев и салатавцев для осады Внезапной, но восстание в Шамхальстве продолжилось. Главный помощник Умалат-бек Кумторкалинский был провозглашен шамхалом и продолжил действовать в Шамхальстве.